# 263 Dresda
Dresda /ˈdrɛzdə/ (định danh hành tinh vi hình: 263 Dresda) là một tiểu hành tinh điển hình ở vành đai chính. Nó thuộc nhóm tiểu hành tinh Koronis. Bề mặt của nó có màu hơi sáng và thành phần cấu tạo của nó dường như không bằng cacbonat, mà tương tự như thành phần cấu tạo của 243 Ida, một tiểu hành tinh cùng nhóm.
Ngày 3 tháng 11 năm 1886, nhà thiên văn học người Áo Johann Palisa phát hiện tiểu hành tinh Dresda khi ông thực hiện quan sát ở Viên và đặt tên nó theo tên Dresden, một thành phố của Đức.